# Albert Wurzer
Albert Wurzer – niemiecki bobsleista, dwukrotny medalista mistrzostw świata.

## Kariera
Największy sukces w karierze Wurzer osiągnął w 1974 roku, kiedy wspólnie z Wolfgangiem Zimmererem, Peterem Utzschneiderem i Manfredem Schumannem zdobył złoty medal w czwórkach podczas mistrzostw świata w St. Moritz. W tej samej konkurencji zdobył też srebrny medal na mistrzostwach świata w Cervini w 1975 roku, gdzie startował razem z 
Wolfgangiem Zimmererem, Peterem Utzschneiderem i Fritzem Ohlwärterem. Nigdy nie wystąpił na igrzyskach olimpijskich.